# Liga Suíça de Basquetebol de 2020-21
A Temporada da SBL de 2020–21 foi a 90ª edição da competição de elite do basquetebol da Suíça tendo o Fribourg Olympic como defensor do título suíço.

## Clubes Participantes
| Clube                        | Cidade    | Arena                     | Capacidade |
| ---------------------------- | --------- | ------------------------- | ---------- |
| BBC Monthey-Chablais         | Monthey   | Reposieux                 | 600        |
| BBC Nyon                     | Nyon      | Centre Sportif Rocher     | 1 500      |
| BC Boncourt                  | Boncourt  | Salle Sportive Bouncort   | 1 500      |
| Fribourg Olympic             | Friburgo  | Halle Saint Léonard       | 3 000      |
| Lions de Genève              | Genebra   | Salle polyvalente Pommier | 2 800      |
| Lugano Tigers                | Lugano    | Istituto Elvetico         |            |
| Spinelli Massagno            | Massagno  | Palamondo de Cadempino    |            |
| Starwings Basket Regio Basel | Basileia  | Sporthalle Birsfelden     | 2 000      |
| Union Neuchâtel              | Neuchâtel | La Riveraine              | 2 500      |

## Temporada Regular

### Tabela de Classificação
| Pos. | Clube                        | J  | V  | D  | Pt. | P+    | P-    | SP   | Classificação |
| ---- | ---------------------------- | -- | -- | -- | --- | ----- | ----- | ---- | ------------- |
| 1    | Lions de Genève              | 24 | 21 | 3  | 42  | 2.045 | 1.649 | 396  | Playoffs      |
| 2    | Fribourg Olympic             | 24 | 19 | 5  | 38  | 2.135 | 1694  | 441  | Playoffs      |
| 3    | Spinelli Massagno            | 24 | 18 | 6  | 36  | 2.052 | 1838  | 214  | Playoffs      |
| 4    | Union Neuchâtel              | 24 | 14 | 10 | 28  | 1.829 | 1851  | -22  | Playoffs      |
| 5    | BBC Monthey-Chablais         | 24 | 10 | 14 | 20  | 1.786 | 1908  | -122 | Playoffs      |
| 6    | Lugano Tigers                | 24 | 9  | 15 | 18  | 1.941 | 2069  | -128 | Playoffs      |
| 7    | BC Boncourt                  | 24 | 8  | 16 | 16  | 1947  | 2067  | -120 | Playoffs      |
| 8    | Starwings Basket Regio Basel | 24 | 7  | 17 | 14  | 1733  | 1917  | -184 | Playoffs      |
| 9    | BBC Nyon                     | 24 | 2  | 22 | 4   | 1658  | 2133  | -475 |               |

|  |                                                   |
|  | Classificados para disputarem de 1º a 6º lugares  |
|  | Classificados para disputarem de 7º a 12º lugares |

### Primeira fase de grupos
| Casa\Visitante               | MON    | NYO    | BON    | FRI   | GEN   | LUG    | MAS   | BAS   | NEU   |
| ---------------------------- | ------ | ------ | ------ | ----- | ----- | ------ | ----- | ----- | ----- |
| BBC Monthey-Chablais         |        | 106-81 | 85-81  | 57-90 | 48-89 | 88-93  | 75-87 | 63-69 | 69-73 |
| BBC Nyon                     | 75-94  |        | 75-94  | 55-82 | 44-91 | 77-95  | 79-95 | 93-90 | 72-64 |
| BC Boncourt                  | 84-76  | 97-77  |        | 81-88 | 78-95 | 77-110 | 73-90 | 87-69 | 78-80 |
| Fribourg Olympic             | 100-69 | 118-54 | 104-78 |       | 71-89 | 98-77  | 90-92 | 91-56 | 95-69 |
| Lions de Genève              | 74-55  | 82-59  | 96-87  | 70-63 |       | 98-67  | 68-66 | 73-57 | 89-70 |
| Lugano Tigers                | 66-48  | 82-89  | 72-74  | 65-74 | 73-88 |        | 74-81 | 76-69 | 71-83 |
| Spinelli Massagno            | 90-95  | 102-81 | 105-84 | 87-86 | 95-84 | 92-67  |       | 95-70 | 80-69 |
| Starwings Basket Regio Basel | 60-76  | 76-48  | 76-88  | 59-79 | 78-86 | 90-73  | 57-79 |       | 87-83 |
| Union Neuchâtel              | 73-54  | 76-69  | 84-70  | 59-68 | 59-88 | 98-92  | 82-75 | 82-84 |       |

## Playoffs

### Confrontos
|  | Quartas de final | Quartas de final             | Quartas de final  |                  |                              | Semifinais | Semifinais | Semifinais |  |  | Final | Final                        | Final |
|  |                  |                              |                   |                  |                              |            |            |            |  |  |       |                              |       |
|  |                  |                              |                   |                  |                              |            |            |            |  |  |       |                              |       |
|  |                  | Lions de Genève              | 1                 |                  |                              |            |            |            |  |  |       |                              |       |
|  |                  | Starwings Basket Regio Basel | 2                 |                  |                              |            |            |            |  |  |       |                              |       |
|  |                  | Starwings Basket Regio Basel | 2                 |                  | Starwings Basket Regio Basel | 2          |            |            |  |  |       |                              |       |
|  |                  |                              |                   |                  | Starwings Basket Regio Basel | 2          |            |            |  |  |       |                              |       |
|  |                  |                              | Union Neuchâtel   | 0                |                              |            |            |            |  |  |       |                              |       |
|  |                  | Union Neuchâtel              | Union Neuchâtel   | 0                | 2                            |            |            |            |  |  |       |                              |       |
|  |                  | Union Neuchâtel              |                   |                  | 2                            |            |            |            |  |  |       |                              |       |
|  |                  | BBC Monthey-Chablais         | 0                 |                  |                              |            |            |            |  |  |       |                              |       |
|  |                  |                              |                   |                  |                              |            |            |            |  |  |       | Starwings Basket Regio Basel | 0     |
|  |                  |                              |                   | Fribourg Olympic | 3                            |            |            |            |  |  |       |                              |       |
|  |                  | Fribourg Olympic             | 2                 |                  |                              |            |            |            |  |  |       |                              |       |
|  |                  | BC Boncourt                  | 0                 |                  |                              |            |            |            |  |  |       |                              |       |
|  |                  | BC Boncourt                  | 0                 |                  | Fribourg Olympic             | 2          |            |            |  |  |       |                              |       |
|  |                  |                              |                   |                  | Fribourg Olympic             | 2          |            |            |  |  |       |                              |       |
|  |                  |                              | Spinelli Massagno | 0                |                              |            |            |            |  |  |       |                              |       |
|  |                  | Spinelli Massagno            | Spinelli Massagno | 0                | 2                            |            |            |            |  |  |       |                              |       |
|  |                  | Spinelli Massagno            |                   |                  | 2                            |            |            |            |  |  |       |                              |       |
|  |                  | Lugano Tigers                | 0                 |                  |                              |            |            |            |  |  |       |                              |       |

#### Quartas de final
| Time 1            | Série | Time 2                       | 1º Jogo  | 2º Jogo | 3º Jogo |
| ----------------- | ----- | ---------------------------- | -------- | ------- | ------- |
| Lions de Genève   | 1 - 2 | Starwings Basket Regio Basel | 85 - 66  | 75 - 77 | 70 - 73 |
| Union Neuchâtel   | 2 - 0 | BBC Monthey-Chablais         | 106 - 68 | 88 - 74 | -       |
| Fribourg Olympic  | 2 - 0 | BC Boncourt                  | 105 - 53 | 88 -65  | -       |
| Spinelli Massagno | 2 - 0 | Lugano Tigers                | 107 - 68 | 93 - 89 | -       |

#### Semifinal
| Time 1                       | Série | Time 2            | 1º Jogo | 2º Jogo | 3º Jogo |
| ---------------------------- | ----- | ----------------- | ------- | ------- | ------- |
| Starwings Basket Regio Basel | 2 - 0 | Union Neuchâtel   | 91 - 81 | 89 - 75 | -       |
| Fribourg Olympic             | 2 - 0 | Spinelli Massagno | 67 - 57 | 94 - 93 | -       |

#### Final
| Time 1                       | Série | Time 2           | 1º Jogo | 2º Jogo | 3º Jogo | 4º Jogo | 5º Jogo |
| ---------------------------- | ----- | ---------------- | ------- | ------- | ------- | ------- | ------- |
| Starwings Basket Regio Basel | 0 - 3 | Fribourg Olympic | 68 - 87 | 66 - 82 | 76 - 85 |         |         |

## Campeões
| SBL de 2020-21 Campeões     |
| --------------------------- |
| Fribourg Olympic 19º Título |

## Clubes suíços em competições internacionais
| Clube            | Competição        | Resultado                                                       |
| ---------------- | ----------------- | --------------------------------------------------------------- |
| Fribourg Olympic | Liga dos Campeões | Eliminado na primeira ronda classificatória (Gr.C) por Sporting |
| Fribourg Olympic | Copa Europeia     |                                                                 |